# Прокудаев, Георгий Михайлович
Георгий Михайлович Прокудаев (1910 — 1988) — советский инженер-конструктор — лауреат Сталинской премии (1954), один из разработчиков ЭВМ «Стрела» и главных конструкторов ЭВМ «Аргон-11С». Мастер спорта СССР по альпинизму.

## Краткая биография
Родился 15 июня (03 июня по старому стилю) 1910 года в Москве. В 1937 году окончил физико-энергетический факультет Московского энергетического института. Во время учёбы в ВУЗе окончил школу инструкторов альпинизма В. Л. Семеновского — советского дипломата и одного из основателей советской альпинистской школы.
Является одним из основателей альпклуба МЭИ. В 1934 году инициировал проведение первого вузовского альпсбора на Домбае (инструктор, рук. сборов — И. А. Волченсков), в ходе которого совершил первое советское — второе восхождение на Белалакаю. В 1935 году во время вторых альпсборов МЭИ совершил (среди прочих: Джаловчат, Гестола, Сунахет, Эрцог, Ляльвер и Салынан-баши) восхождение на Эльбрус (Западную вершину), — его группа сняла записку А. В. Пастухова, датированную 31 июля 1890 года. В 1936 году Прокудаев, В. Науменко и И. Корзун совершили первые советские восхождения на Шхару (по СВ гребню, лучшее восхождение сезона) и Мижирги Западную. В 1937 году в ходе Памирской экспедиции Всесоюзного комитета по делам физической культуры и спорта (рук. Н. В. Крыленко) вместе с Д. И. Гущиным (рук.), Н. А. Голофастом и И. В. Корзун Прокудаев участвовал в первой попытке восхождения на Пик Корженевской. 23 августа им удалось подняться на предвершину в северном гребне (по разным оценкам 6 910 — 6 990 м).
С началом Великой Отечественной войны работал, предположительно, инструктором в школе инструкторов Всесоюзного комитета по делам физической культуры и спорта на Тянь-шане под началом Михаила Погребецкого. Там же получил звание Мастер спорта СССР (25.06.1943). В 1943 году был мобилизован. Служил электромехаником в составе ремонтной бригады в 90 отдельном мотоциклетном батальоне 9 танкового корпуса. 9 сентября 1944 года награждён медалью «За боевые заслуги», 22 апреля 1945-го орденом Красной Звезды, а 11 марта 1985 года орденом Отечественной войны II степени.
После войны работал в СКБ-245: 1949—1951 — заведующий лабораторией оперативной памяти, в 1951—1968 — заместитель главного конструктора. За участие в разработке электронно-вычислительной машины первого поколения «Стрела» был удостоен Сталинской премии (постановление Совета Министров СССР № 2221 от 22 октября 1954 года [за 1953 год]). В 1960-х годах работал над созданием БЦВМ «Аргон-11с» (первой бортовой цифровой вычислительной машины, осуществившей автоматическое управление полётом космического аппарата) — один из двух главных конструкторов (второй Соловьев Н. Н.).
Умер 9 октября 1988 года в Москве.

## Комментарии
1. ↑  По отчёту Д. Гущина. "В честь Родины. На суше и на  море, №10, 1937, ОГИЗ Физкультура и туризм" группа достигла вершины